# ويليام كولت ماكدونالد
ويليام كولت ماكدونالد (بالإنجليزية: William Colt MacDonald)‏ هو كاتب سيناريو وكاتب أمريكي، ولد في 1891، وتوفي في 1968.

## وصلات خارجية
- ويليام كولت ماكدونالد على موقع IMDb (الإنجليزية)
- ويليام كولت ماكدونالد على موقع ألو سيني (الفرنسية)
- ويليام كولت ماكدونالد على موقع قاعدة بيانات الفيلم (الإنجليزية)